# Зайга Янсоне
Зайга Янсоне-Іванова (латис. Zaiga Jansone-Ivanova; нар. 24 січня 1951, Рига) — латвійська радянська тенісистка і тенісний тренер, майстер спорту СРСР міжнародного класу. П'ятиразова чемпіонка СРСР, чотириразова чемпіонка Європи серед любителів і чемпіонка Універсіади 1973 року в жіночому парному розряді, переможниця виставкового тенісного турніру Олімпійських ігор в Мехіко в змішаному парному розряді.

## Біографія
Зайга Янсоне народилася в 1951 році в Ризі (Латвійська РСР). Почавши займатися тенісом, виступала в подальшому за ризький клуб «Даугава», московський ЦСКА і АСК (Рига). Першим її тренером був батько Яніс, в подальшому з нею займалися Сергій Андрєєв і Семен Беліц-Гейман.
Основні успіхи Зайге припали на кінець 1960-х і початок 1970-х років. Уже в 1968 році на виставковому турнірі Олімпіади в Мехіко 17-річна Янсон завоювала в парі з Володимиром Коротковим золоту медаль в змішаних парах, обігравши в фіналі німця Інго Будінга і американку Джейн Бартковіч . Курйозним доважком до цієї перемоги стала бронзова медаль в жіночих парах: у виставковому турнірі Янсон і її партнерка, мексиканка Сесілія Росадо, що опинилися без суперниць в чвертьфіналі, провели тільки один матч в півфіналі, програвши майбутнім чемпіонкам Розі Дармон і Джулі Хелдман , але, як півфіналістки, автоматично отримали бронзові медалі.
З 1969 по 1973 рік Янсон, яка виступала в парі з провідною радянської тенісисткою Ольгою Морозовою, п'ять разів ставала чемпіонкою СРСР в жіночому парному розряді, а в 1970 році зустрілася з нею ж в одиночному фіналі, поступившись з рахунком 4-6, 3-6 . За ці роки Янсон і Морозова чотири рази вигравали аматорський чемпіонат Європи в парному розряді, а в 1973 році завоювали золоті медалі Московської Універсіади. У відкритих турнірах, де разом виступали аматори і професіонали, кращим індивідуальним успіхом Янсон став вихід в четверте коло Вімблдонського турніру в 1971 році. У цьому ж році вона дійшла з Морозовою до єдиного за кар'єру фіналу відкритого тенісного турніру - Відкритого чемпіонату Кента, який розігрувався в Бекнеме (Велика Британія), де програла досвідченим господиням корту, сестрам Трумен. У змішаному парному розряді кращим результатом Янсон на турнірах Великого шолома теж був вихід в четверте коло - це сталося в 1969 році на Вімблдоні, де її партнером був Сергій Лихачов .
В останні роки кар'єри Зайга, що вийшла заміж за ще одного латвійського тенісиста Ейнарс Іванова, виступала під подвійним прізвищем, зберігши його і надалі. У 1981 році вона закінчила Латвійський державний університет за спеціальністю «журналістика», але згодом обрала для себе тренерську кар'єру. Вона викладала в спортшколі Юрмали, а в 1993 році відкрила в цьому місті тенісну школу Зайги Янсоне-Іванової.